# 71 a. C.
El año 71 a. C. fue un año del calendario romano prejuliano. En el Imperio romano, fue conocido como el año 683 Ab Urbe condita.

## Acontecimientos
- Final de las guerras sertorianas con el absoluto triunfo de Pompeyo y Metelo.
- Final de la tercera guerra servil con el triunfo de Marco Licinio Craso sobre los esclavos dirigidos por Espartaco.

## Fallecimientos
- Espartaco.